# Van Riet-systeem

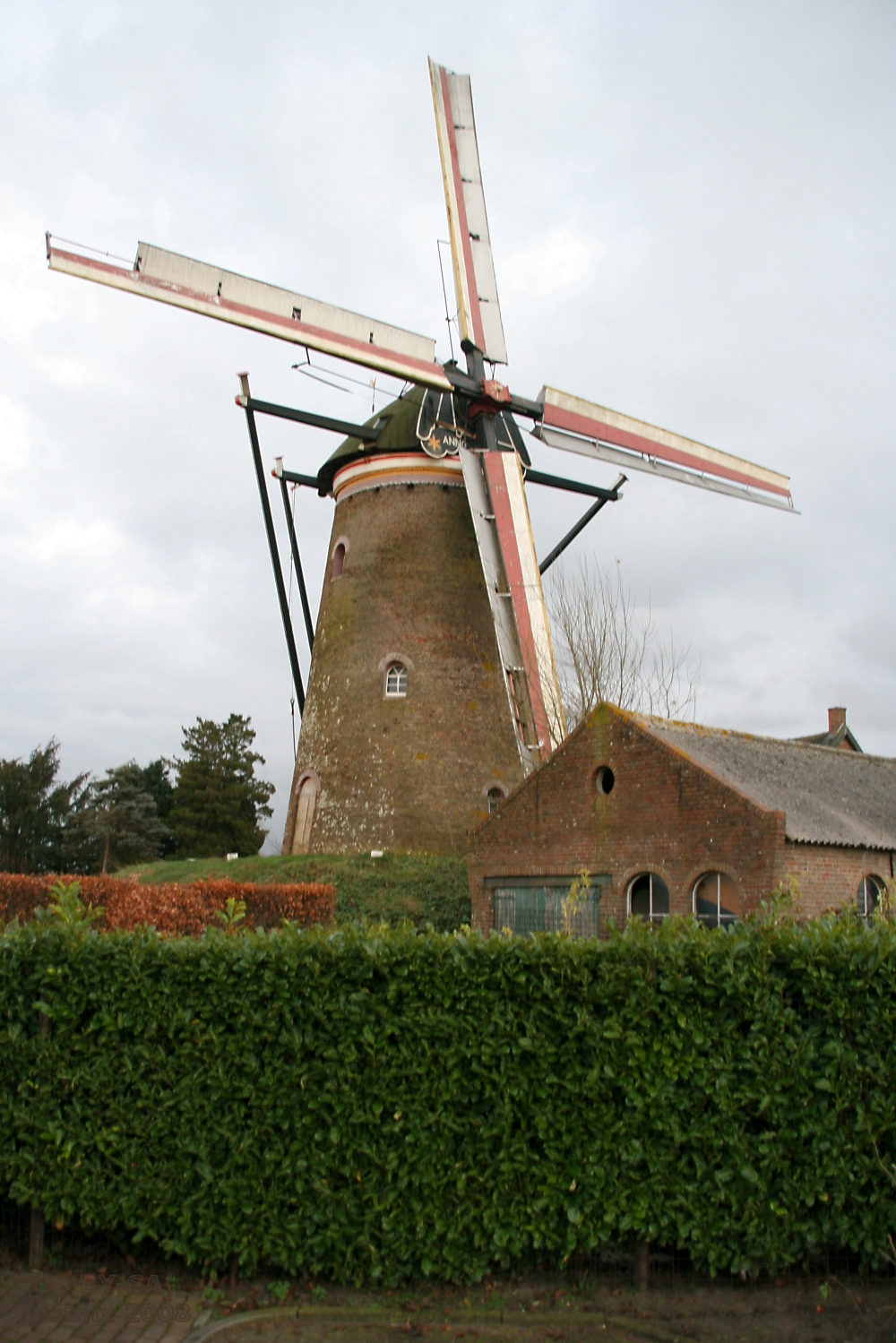
Molen van Aerden

M. (Marien) J. van Riet uit Goes ontwierp naar het voorbeeld van Bilau rond 1935 een zelfzwichtingsysteem dat bekendstaat onder het van Riet-systeem, waarbij de wieken achter de roeden net als bij het Ten Have-systeem om een lengteas draaibare houten borden heeft in plaats van een hekwerk met zeilen.
De roede is bekleed met een stroomlijnneus. In gesloten toestand lijkt de vorm nog het meest op een vliegtuigvleugel, die ook bij de Bilauwieken werd toegepast. Het systeem is gemaakt in enkele verschillende uitvoeringen. De bediening gebeurde in het begin met een zwichtring, die later werd vervangen door een spin met zwichtstok. De kleppen openen zich onder invloed van de centrifugale kracht, de winddruk en de onderdruk achter de roe door het vleugelprofiel. De onderdruk kon zo hoog zijn dat na enige tijd de metalen beplating achter de roe er werd afgezogen. Later werd daarom alleen nog de voorzijde met metalen platen bekleed. Het van Riet-systeem is voornamelijk toegepast in Zeeland en heeft geen grote opgang gemaakt.

## Uitvoering op de Molen van Aerden in Nispen
De Oranjemolen in Nieuwdorp was de eerste molen met het van Riet-systeem in navolging van de molens met Bilauwieken. De kleppen bij deze molen konden echter maar voor twee derde van de lengte versteld worden. Dit op verzoek van de molenaar. In 1936 werd daarna op de Molen van Aerden in Nispen het volledige Riet-systeem toegepast. Deze uitvoering is echter nergens anders meer gebruikt.
De klepas zit uit het midden, meer naar achteren, en is gelagerd in bronzen lagers, die op zes op de roede bevestigde metalen lagersteunen zitten. Het zelfzwichten gebeurt met behulp van een zwichtring, die op de achterzijde van de binnenroede is vastgezet. Het sluitmechanisme bestaat uit een klein sluitliertje, spandraden, trekstangen en zwichtstangen. Vanaf het sluitliertje loopt de spansluitdraad naar een geleiderol vlak onder de askop op de achterkant van de binnenroede naar de kniehefboom van de zwichtring. De vier trekstangen van de wieken zijn gekoppeld op de zwichtring, waardoor de kleppen allen tegelijk open- en dichtgaan. De zwichtstangen worden ondersteund door twee geleiderollen, die bij de latere, andere uitvoeringen vervangen zijn door een soort van verstaging. Op één eind van de roe zit aan de achterkant het sluitliertje met een nokkenschijf voor het inlaten van de pal. Met het draaien aan het sluitliertje kunnen de kleppen gesloten worden. Na het sluiten wordt het liertje nog twee tot drie slagen aangedraaid voor het spannen van de regulateurveer. De hoeveelheid spanning op de veer bepaalt tijdens het draaien wanneer de kleppen opengaan. Met de zwichthefboom onderaan de staartbalk kunnen de kleppen met de hand opengetrokken worden.

## Uitvoering op molen Nooit Gedacht in Eindewege
Bij deze uitvoering is de stroomlijnneus vereenvoudigd en bestaat de klep uit een vlakke of licht gebogen metalen plaat.

## Molens met van Riet-systeem
| naam molen                   | plaats               | jaar | systeem    | status |
| De Oranjemolen               | Nieuwdorp (Lewedorp) | 1934 | zwichtring | Eerste molen. Op de binnenroede. Kleppen konden niet over de volle lengte draaien. Zelfzwichting op buitenroede. In 1973 afgebroken. |
| Molen van Aerden             | Nispen               | 1936 | zwichtring | origineel systeem op beide roeden |
| De Oude Molen                | Kruiningen           | 1937 | ...        | tot 1964/65 |
| De Hoop                      | Oud-Zevenaar         | 1938 | ...        | op binnenroede. Gemaakt door broer G.J. van Riet. Vervangen in 1989 door Ten Have-systeem                                            |
| De Arend                     | Wouw                 | 1937 | ...        | tot 1964 op de buitenroede |
| Sancto Antonio               | Halsteren            | 1937 | ...        | Afwijkend systeem: met draaibare voorzoom en zeilen op het hekwerk. Tot 1945.                                                        |
| Nooit Gedacht                | Eindewege            | 1956 | zwichtring | uitvoering Eindewege |
| De Oude Molen                | Colijnsplaat         | 1959 | ...        | eigen uitvoering |
| De Koornbloem                | Goes                 | ...  | ...        | tot 1970 op de binnenroede |
| 't Welvaaren van Grijpskerke | Grijpskerke          | ...  | ...        | tot 1945 op één roede |
| De Witte Molen               | Rilland              | ...  | ...        | van 1936 tot 1964 op de binnenroede                                                                                                  |